# Bruce Rigsby
Bruce (Joseph) Rigsby (* 1937 in Louisville, Kentucky; † 19. März 2022) war ein amerikanisch-australischer Anthropologe, der sich auf die Sprachen und Ethnographie der indigenen Völker beider Kontinente spezialisierte. Er war emeritierter Professor der University of Queensland und Mitglied der Australian Anthropological Society und der American Anthropological Association.

## Karriere
Bruce Rigsby wurde 1937 geboren. Er erlangte seinen Bachelor-Abschluss in Internationalen Studien mit Spezialisierung auf den Bereich des Ostblocks an der University of Louisville. Anschließend promovierte er in Anthropologie an der University of Oregon, wo er 1963 Feldforschungen durchführte, um Materialien über die Umatilla und Yakama zu sammeln. Er vertiefte sich in die Boasianisch-Sapirische Tradition der amerikanischen Ethnolinguistik und verband Linguistik und Anthropologie. Seine Doktorarbeit beschäftigte sich mit den südlichen Stämmen und Sprachen des Columbia Plateaus. Er entwickelte einen besonderen Forschungsschwerpunkt und spezialisierte sich auf die Ethnographie der Sahaptin, die Sprache der Sahaptin und das Volk der Nass-Gitksan, ihre Sprache und Geschichte.
1975 wurde er Leiter der neuen Abteilung für Anthropologie an der University of Queensland und widmete sein Interesse den Sprachen und Stämmen der Cape York Peninsula im Ostkap und der Princess Charlotte Bay. Rigsby setzte sich auch aktiv für die Verteidigung indigener Ansprüche auf Landbesitz ein und vertrat den Cape York Land Council in Bezug auf die Landansprüche der Nationalparks Rinyirrus und Marpas. Insbesondere bei seinem Auftritt vor Gericht, als er George Musgrave für seine Aussage befragte, übernahm Rigsby aus Respekt vor dessen Alter und Status das australische Englisch des Ältesten. Er wurde in den Stamm der Lamalama aufgenommen.
Generationen von Studenten haben von Rigsbys phenomenal generosity profitiert, wie Alice Gaby es nannte. Kommentare von Peter Sutton und anderen Kollegen zu seiner Karriere sind in einem Video verfügbar, das die Veröffentlichung einer Festschrift zu seinen Ehren auf YouTube zeigt.

## Publikationen
- 1975 'Nass-Gitksan: An Analytic Ergative Syntax,' International Journal of American Linguistics volume 41 issue 4 December 1975 pages 344–354
- 1999 with Finlayson, J. D., and Bek, H.). Introduction. In J. D. Finlayson, B. Rigsby and H. Bek (Ed.), Connections in Native Title: Genealogies, Kinship and Groups, Australian National University, Canberra: Centre for Aboriginal Economic Policy Research pp. 1–13.
- 1999 'Genealogies, kinship and local group composition: Old Yintjingga (Port Stewart) in the late 1920s,' In J. D. Finlayson, B. Rigsby and H. Bek (Ed.), Connections in Native Title: Genealogies, Kinship and Groups, Canberra: Center for Aboriginal Economic Policy Res., ANU pages 107–123
- 2005 'The Languages of Eastern Cape York Peninsula and Linguistic Anthropology,' In B. Rigsby and N. Peterson (eds.), Donald Thomson. The Man and Scholar, Canberra, Australian Capital Territory, Australia: The Academy of the Social Sciences in Australia pages 129–142.
- 2005 with and Peterson, N. 'Introduction,' in B. Rigsby and N. Peterson (eds.), Donald Thomson. The Man and Scholar, Canberra: The Academy of the Social Sciences in Australia, pages 1–16
- 2008 'The Stevens Treaties, Indian Claims Commission docket 264, and the Ancient One known as Kennewick Man,' in Alexander Harmon (ed.), The power of promises: Rethinking Indian treaties in the Pacific Northwest, Seattle, Washington, United States: University of Washington Press pages 244–276
- 2010 'The origin and history of the name 'Sahaptin',' in Virginia Beavert and Sharon Hargus (Ed.), Ichishkíin Sínwit: Yakama/Yakima Sahaptin Dictionary, pages xviii-xxi, Toppenish, Washington, United States: Heritage University; University of Washington Press.
- 2010 'The origin and history of the name Yakama/Yakima,' in Virginia Beavert and Sharon Hargus (eds.), Ichishkíin Sínwit: Yakama/Yakima Sahaptin Dictionary, Toppenish, Washington, United States: Heritage University; University of Washington Press pages xxii-xxxiv
- (c) 'Social theory, expert evidence and the Yorta Yorta rights appeal decision,' in Louis Knafla and Haijo Westra (Eds.), Aboriginal title and indigenous peoples: Canada, Australia, and New Zealand, Vancouver, British Columbia, Canada: UBC Press pages 53–84.
- 2011 With Diane Hafner,'Place and property at Yintjingga / Port Stewart under Aboriginal law and Oueensland law,' In Brett Baker, Ilana Mushin, Mark Harvey and Rod Gardner (Eds.), Indigenous language and social identity: Papers in honour of Michael Walsh, Canberra, Australian Capital Territory, Australia: Pacific Linguistics pages 33–44.
- 2015 with Christophe Verstraete,A Grammar and Lexicon of Yintyingka, Walter de Gruyter